# 瓦洛夫河
瓦洛夫河（俄语：Валовская Река）是萨哈林州奥哈区的河流，位于施密特半岛，源起上瓦洛夫山东坡，流经奥哈市区，长27公里，流域面积145平方公里，注入库埃格达湾。在下游宽10米，深0.5米，流速0.3米每秒。

## 引用
1. ↑  М·Г·瓦西科夫斯基. . 列宁格勒: 气象出版社. 1973 （俄语）.
2. ↑  . 国家水登记系统.   [2023-10-12]. （原始内容存档于2023-10-12）.